# Bătălia de la Bucov
Bătălia de la Bucov a avut loc la 20 octombrie 1600, lângă Bucov, între oastea munteană condusă de Mihai Viteazul și trupele poloneze ale lui Jan Zamoyski (sprijinite de trupe moldovenești conduse de Simion Movilă). Victoria a fost câștigată de forțele aliate poloneze și moldovenești ale lui Jan Zamoyski. Învins, Mihai Viteazul s-a retras către Curtea de Argeș.
Bătălie ==
În dimineața zilei de 20 octombrie, după un baraj de artilerie de două ore îndreptat asupra pozițiilor lui Mihail, Zamoyski, convins de Stanisław Żółkiewski și voievodul de Lublin, Marek Sobieski, a decis să profite de ceața predominantă și a ordonat un atac. Centrul polonez a atacat din față, în timp ce aripa dreaptă, comandată de Marek Sobieski, a fost însărcinată să flancheze aripa stângă a lui Mihail traversând un vad situat la 2 km în amonte de râul Telejin.
Mihail, deși angajat pe front de atacul infanteriei poloneze, l-a observat pe Sobieski, care reușise deja să traverseze râul, îl flanca. Și-a lansat întreaga cavalerie împotriva lui Sobieski, apărându-se doar cu infanterie. Cu toate acestea, nu a putut rezista, așa că a ordonat trenului său de aprovizionare să se retragă, sperând că trupele poloneze vor fi atrase de jaf. În acest timp, cavaleria lui Uhrowiecki a traversat râul și a atacat pe neașteptate aripa dreaptă a lui Mihail. Învins, Mihai Viteazul s-a retras în dezordine la Ploiești. A pierdut aproximativ 1.000 de oameni uciși și mii de prizonieri, iar o parte semnificativă a armatei sale s-a împrăștiat.Polonezii au capturat 95 de steaguri, întreaga tabără și artileria.
În drumul său de întoarcere spre Bukowo, Zamoyski l-a repus pe tronul Moldovei pe Jeremi Mohyla, iar după bătălie, fratele lui Jeremi, Simon, s-a întors pe tronul Țării Românești la București (cu toate acestea, partea de vest a Țării Românești i-a rămas loială lui Mihail, iar un an mai târziu, Simon a fost înlăturat de turci). Victoria lui Zamoyski a fost întărită de starosta din Kamieniec, Jan Potocki, care l-a învins pe Mihail Walecznego.